# QUINCY/코노요노시루시
〈QUINCY/코노요노시루시〉(일본어: QUINCY/コノヨノシルシ QUINCY/이 세상의 증표[*])는 대한민국의 가수 보아가 일본에서 발매한 13번째 싱글이다. 한국 4집 앨범 《My name》 활동으로 인해 일본에서 전작 〈Be the one〉과는 7개월의 공백기를 가지고 발매된 싱글이다.
싱글의 타이틀 곡 〈QUINCY〉는 디스코 풍의 댄스곡이다. 〈QUINCY〉라는 노래 제목은 미국의 음악가 퀸시 존스(Quincy Delight Jones Jr.)의 이름을 따서 붙여졌다. 보아가 출연한 일본의 화장품 광고 음악으로 쓰였다. 뮤직 비디오는 발매 20여일 전에 공개되었는데, 배경은 수많은 사람들이 춤을 추고 있는 클럽으로, 보아는 댄서들과 노래에 맞춰 안무를 선보이는 장면이 등장한다. 뮤직 비디오 중간 중간 카메라가 달린 눈동자 로봇이 등장하는데, 곡 후반부에 보아가 이 로봇을 향해 손으로 총 모양을 만들어 총알을 발사하는 흉내를 내기도 한다. 2004년 12월 31일 열린 제55회 《NHK 홍백가합전》에 이 노래로 출연했다.
또 다른 타이틀 곡 〈コノヨノシルシ〉는 2004년 봄부터 보아가 출연한 일본의 음료수 광고 음악으로 쓰인 곡이다. 봄에 알맞은, 밝고 따뜻한 분위기의 미디엄 템포 곡으로, 이 곡이 광고 음악으로 방송되었던 시기와 한국 활동 기간이 겹쳐 단독 싱글로 발매되지 못하고, 한참이 지난 9월에서야 〈QUINCY〉와 함께 이 싱글에 수록되었다. 〈コノヨノシルシ〉는 2가지 버전이 있는데 하나는 싱글에 수록된 싱글 버전이고, 나머지 하나는 싱글 발매 전 인터넷 다운로드 형식으로 판매된 "PURE & REFRESH Version"이 있다. 이 두 버전 사이에는 약간의 편곡의 차이가 있고, 싱글 버전이 마지막 후렴구가 1번 더 반복된다는 차이가 있다. 〈コノヨノシルシ〉는 일본 팬이 선정한 보아의 노래들 중 가장 좋아하는 노래로 뽑혔으며, 데뷔 5주년을 맞아 만들어진 오르골에도 이 곡의 멜로디가 흘러나오도록 제작되어 있다.
〈QUINCY〉와 〈コノヨノシルシ〉 두 곡 모두 2005년 2월 발매된 첫 베스트 앨범 《BEST OF SOUL》에 각각 13번째 곡과 14번째 곡으로 수록되었고, 따로 정규 앨범에 수록된 적은 없다.

## 트랙리스트
| CD   | CD                      | CD                                                                                                   | CD                                                                                                   | CD |
| 트랙 | 수록곡                  | 작사·작곡·편곡                                                                                       | 작사·작곡·편곡                                                                                       |    |
| ---- | ----------------------- | --- | --- | -- |
| 01   | QUINCY                  | 작사 : 강진화 / 작곡：Samuel Waermo, Marcus Dernulf, Jan Lysdahl, Harry Sammerdahl / 편곡 : h-wonder | 작사 : 강진화 / 작곡：Samuel Waermo, Marcus Dernulf, Jan Lysdahl, Harry Sammerdahl / 편곡 : h-wonder |    |
| 02   | コノヨノシルシ          | 작사 : 아이다 다케시 / 작곡·편곡 : 고모리타 미노루                                                   | 작사 : 아이다 다케시 / 작곡·편곡 : 고모리타 미노루                                                   |    |
| 03   | QUINCY (Instrumental)   | 작곡：Samuel Waermo, Marcus Dernulf, Jan Lysdahl, Harry Sammerdahl / 편곡 : h-wonder                 | 작곡：Samuel Waermo, Marcus Dernulf, Jan Lysdahl, Harry Sammerdahl / 편곡 : h-wonder                 |    |
| 04   | コノヨノシルシ (TV MIX) | 작곡·편곡 : 고모리타 미노루                                                                          | 작곡·편곡 : 고모리타 미노루                                                                          |    |